# Kopermijn van Stolzembourg
De Kopermijn van Stolzembourg is een voormalige kopermijn en toeristische attractie in de tot de Luxemburgse gemeente Putscheid behorende plaats Stolzembourg.

## Geschiedenis
Vermoedelijk hebben de Kelten en de Romeinen al koper gewonnen in deze streek.
In 1717 werd de kopergroeve voor het eerst schriftelijk vermeld. Sindsdien heeft de groeve veel concessiehouders gekend en daar tussendoor ook korte periodes waarin de groeve buiten bedrijf was.
Vanaf 1853 was de concessie in handen van Joseph Francotte, die ook de Société des Mines de Stolzembourg heeft opgericht.
In 1858 ging de mijn tot de maximale diepte van 58 meter, en was er 800 meter aan mijngangen. De productie van 20 ton per jaar bleek echter niet voldoende om de onkosten te dekken.
Van 1882-1886 begon de industriële ontwikkeling van de mijn. Stoommachines deden hun intrede, waardoor men diepere en langere gangen kon graven. Tussen 1901 en 1913 werd tot op 161 meter diepte gegraven. Later kwamen ook elektrische pompen tot inzet. Van 1938-1943 werden de toegangswegen verbreed en konden ook vrachtwagens de mijn bereiken. Hoewel er 5000 ton kopererts per jaar werd gewonnen, bleef de winning onrendabel, daar de dichtstbijzijnde kopersmelters in het Ruhrgebied en in Groot-Brittannië lagen.
Toch heeft de Duitse bezetter tijdens de Tweede Wereldoorlog de mijn nog gebruikt om koper voor de bewapeningsindustrie te winnen. Daar kwam met het Ardennenoffensief (eind december 1944) een einde aan. De mijn is nooit meer opgestart.
De mijn werd verwaarloosd, de pompen waren stilgelegd en de gangen vulden zich met water.
In 2018 werd de groeve geklasseerd als nationaal monument.

## Kopergroevemuseum

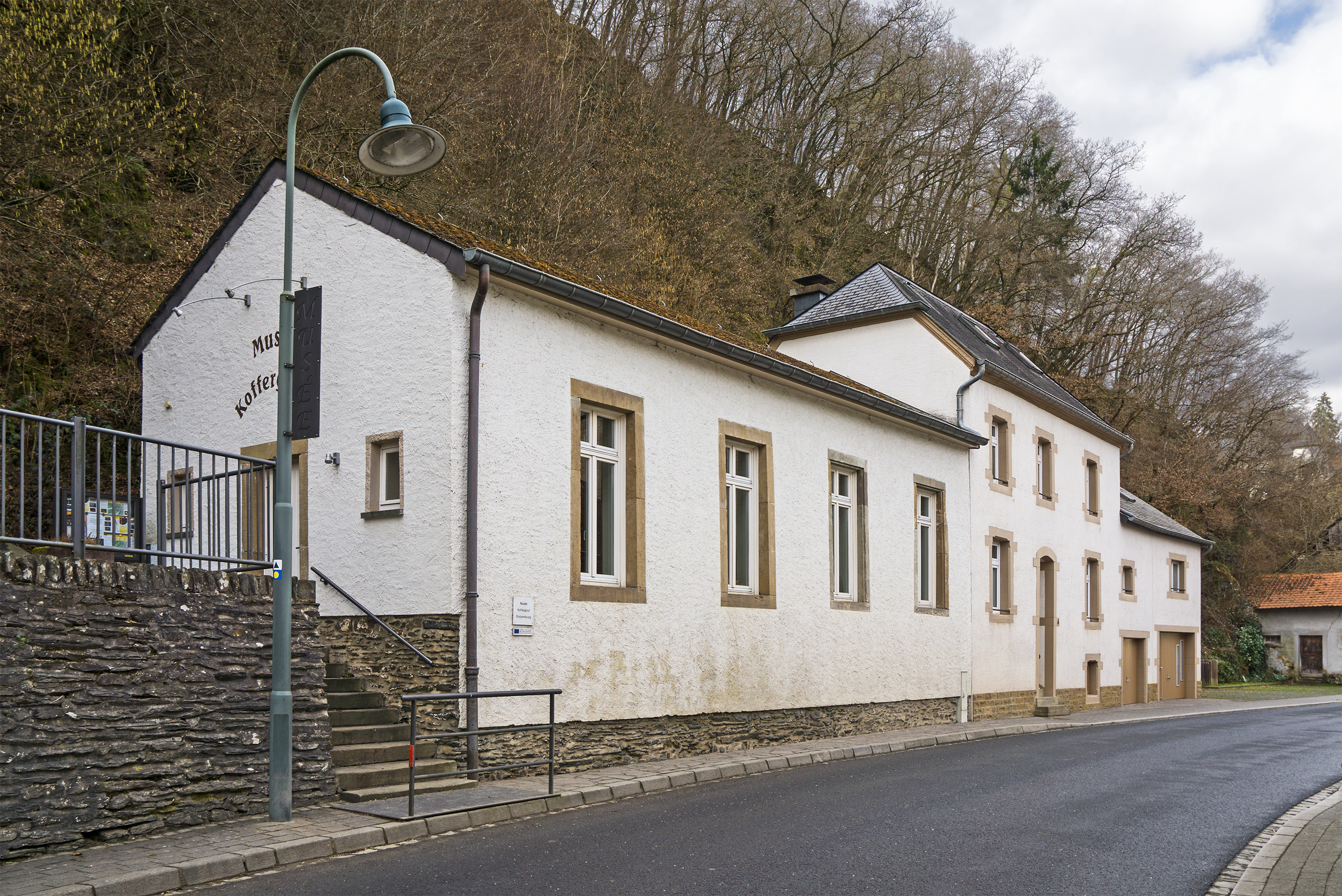
Het Kopergroevemuseum aan de Hoofdstraat naar Stolzembourg (2015)

In het jaar 2000 werden de bovenste drie verdiepingen van de mijn leeggepompt en voor bezoekers toegankelijk gemaakt. Vijftig meter onder het aardoppervlak kunnen bezoekers zich een goed beeld vormen van de moeilijke werkomstandigheden van de vroegere koperontginners. Bezoeken worden georganiseerd vanuit het nabijgelegen museum.